# Мерзебург (маркграфство)
Маркграфство Мерзебург (нем. Markgrafschaft Merseburg) — средневековое маркграфство на территории современной земли Саксония-Анхальт. В 985 году объединилось с маркграфством Мейсен.

## История
Первоначально, в 920-е годы территорией вокруг Мерзебурга владел граф Титмар, воспитатель герцога Саксонии Генриха I Птицелова. Точно не известно, в какой области правил Титмар. Видукинд Корвейский называет его графом из Северной Тюрингии и  Харцгау, в области Эльбы, но документально его владения нигде не подтверждены.
Владения его сына Зигфрида I также располагались в районе Мерзебурга. Король Генрих I назначил в 936 году Зигфрида «легатом» в землях на восточной границе Саксонии, населенных славянами (позже — Саксонская Восточная марка).
Младший брат Зигфрида, Геро еще при его жизни, имел многочисленные владения. После смерти брата он в 937 году получил от императора Оттона I наместничество ("легацию") с резиденцией в Магдебурге, которое вскоре преобразовалось в Восточную Саксонскую марку. Его владения располагались от реки Зале и среднего течения Эльбы до реки Одер. Столицей маркграфства был Мерзебург.
После смерти Геро I Железного в 965 году, его разросшаяся марка была разделена, в результате чего были созданы новые маркграфства. Император Оттон I Великий утвердил за маркграфом Гунтером из династии Эккехардинеры большую часть марки Геро — маркграфство Мерзебург с прежней столицей.
В 976 году Гунтер совместно с герцогом Баварии Генрихом II поднял восстание против императора Оттона II Рыжего, сына Оттона I. Оттон II конфисковал Мерзебург и передал его в управление маркграфу Мейсена Титмару I, который правил маркграфством до своей смерти, а Гунтер и его сын Эккехард I были изгнаны. Вернувшись из изгнания, Гунтер примирился с императором, а тот вернул ему Мерзебург в 979 году. Титул маркграфа Мейсена оставался два года вакантным, пока Гунтер в 981 году не получил его. После смерти маркграфа Виггера I Гунтер также получил власть над маркграфством Цайц.
После смерти Гунтера маркграфом в этих землях стал Рикдаг II. Он объединил все три марки под своей властью. Преемники Оттона вскоре упростили эту марковую систему, сократив число маркграфств с шести, существовавших в конце правления Оттона, до трех: прежней Северной марки, Восточной Саксонской марки (идентичной марке Лаузиц) и Мейсенской (Meissen) марки, в которую и вошло маркграфство Мерзебург.

## Список маркграфов Мерзебурга
Первые маркграфы
- 920-е—932/937 : Титмар (ок. 850—932/937) — граф в Северной Тюрингии и Харцгау
- 932/937—937 : Зигфрид I (ум. 10 июля 937) — граф Мерзебурга, «легат» Восточной Саксонской марки с 936
- 937—965 : Геро I Железный (ок. 900—20 мая 965) — маркграф Восточной Саксонской марки с 937

Маркграфы с 965 года
- 965—976 : Гунтер (умер 13 июля 982) — маркграф Мерзебурга в 965—976 и 979—982, маркграф Мейсена и Цайца с 981
- 976—979 : Титмар I — маркграф Мейсена и Мерзебурга с 976
- 979—982 : Гунтер (повторно)
- 982—985 : Рикдаг II — маркграф Мейсена, Цайца и Мерзебурга с 982
- Объединено с маркграфством Мейсен.